# Terrier preto da Rússia
Terrier preto da Rússia[Nota] (em russo:  Чёрный терьер) é uma raça canina de origem russa. A raça foi criada entre as décadas de 1940 e 1950 através de cruzamentos seletivos entre várias raças distintas: rottweiler, schnauzer gigante, airedale terrier, terra-nova, Pastor caucasiano, etc. A criação inicial foi supervisionada pela Escola Militar Cinológica fora de Moscou e os cães foram manejados em seu canil chamado "Estrela Vermelha". O objetivo era desenvolver um animal de trabalho que fosse grande, corajoso, forte e obediente. Adaptável às variações climáticas, é considerado um bom cão de guarda. Fisicamente pode chegar a medir até 72 cm na altura da cernelha e pesar 68 kg.